# Дітріх Пельтц
Дітріх Пельтц (нім. Dietrich Peltz; нар. 9 червня 1914, Гера — пом. 10 серпня 2001, Мюнхен) — німецький військовий льотчик за часів Третього Рейху, один з найвідоміших пілотів та командирів бомбардувальної авіації Люфтваффе. Протягом Другої світової війни особисто здійснив близько 320 бойових вильотів, у тому числі, як пілот бомбардувальника на Східному фронті (130 разів), Західному фронті (90 вильотів). Наймолодший генерал-майор Люфтваффе і вермахту (1943). Кавалер Лицарського хреста Залізного хреста з Дубовим листям та Мечами (1943).

## Біографія

### Родина та дитинство
Дітріх Пельтц народився 9 червня 1914 року в столиці Князівства Реусс-Гера Німецької імперії.
Військова кар'єра
- 4 квітня 1934 — фанен-юнкер
- 1 жовтня 1934 — фанен-юнкер-єфрейтор
- 1 грудня 1934 — фанен-юнкер-унтерофіцер
- 1 червня 1935 — фенріх
- 1 жовтня 1935 — оберфенріх
- 1 квітня 1936 — лейтенант
- 1 березня 1939 — оберлейтенант
- 1 березня 1941 — гауптман
- 18 липня 1942 — майор
- 1 грудня 1942 — оберстлейтенант
- 17 березня 1943 — оберст
- 1 листопада 1943 — генерал-майор

У квітні 1934 приєднався до Рейхсверу, що незабаром перейменували на Вермахт. Спочатку служив у сухопутних військах, а в 1935 перейшов до Люфтваффе. У боях над Польщею та Францією діяв, як пілот пікіруючого бомбардувальника Junkers Ju 87 в ескадрі Sturzkampfgeschwader 162. Згодом переведений до підрозділу Kampfgeschwader 77 на Junkers Ju 88. На цих бомбардувальниках бився у битві за Британію.
14 жовтня 1940 за значні досягнення отримав Лицарський хрест Залізного хреста.
В операції «Барбаросса» Пельтц діяв на північному напрямку Східного фронту. Продемонстрував значні успіхи, за станом на 12 липня 1941 вже мав 200 бойових вильотів. Був ініціатором та новатором у розробленні нової тактики дій бомбардувальної авіації, що дозволяла суттєво підвищити точність влучення бомбардувальників по цілях. 31 грудня 1941 за високі результати та проявлену ініціативу нагороджений дубовим листям до Лицарського хреста.
Нетривалий час керував льотною школою з підготовки командирів бомбардувальної авіації, потім прийняв під своє командування I.-у групу Kampfgeschwader 60, яка спеціалізувалася на використанні високоточних авіаційних боєприпасів у боротьбі з кораблями союзників.
На початку 1943 Пельтц призначений інспектором бойової авіації Люфтваффе, посада на якій він розпочав стратегічний розвиток бомбардувальної авіації. У серпні 1943 його призначено командиром IX-го повітряного корпусу, що цільовим образом діяв проти Британії. 23 липня 1943 оберста Д.Пельтца нагородили мечами до Лицарського хреста.
Пельтц був ініціатором проведення масштабного стратегічного бомбардування південної Англії — операції під кодовою назвою «Штайнбок» на початку 1944 року.
Згодом його призначено командиром II.-го винищувального корпусу, хоча все життя він присвятив бомбардувальній авіації Третього Рейху. На цій посаді молодий генерал розробляв та реалізовував замисел операції «Боденплатте» — одночасного рейду німецької авіації на аеродроми та бази союзних військ в Бельгії та Нідерландах.
Із загостренням боротьби у небі Німеччини наприкінці війни виступив з пропозицією таранів ворожих важких бомбардувальників, наполягаючи на тому, що в такій спосіб можливо призупинити масштаби стратегічних бомбардувань німецьких міст.
Після завершення війни перебував у полоні союзних військ, по звільненню влаштувався на роботу в цивільні компанії Протягом декількох років Пельтц працював на заводах фірми Krupp, а в 1963 р перейшов на роботу у фірму «Телефункен» і незабаром став директором заводу в місті Констанц.
Помер 10 серпня 2001 року в Мюнхені.